# Akcept bankierski
Akcept bankierski, akcept bankowy (inaczej: weksel z akceptem; ang. banker’s acceptance) – instrument wekslowy wykorzystywany do zabezpieczenia płatności pomiędzy dwiema stronami przez bank.
Stanowi papier, poprzez który bank dłużnika zobowiązuje się do zapłacenia określonej sumy pieniężnej wierzycielowi. Jest wykorzystywany głównie w handlu międzynarodowym, gdy eksporter i importer rozpoczynają współpracę. W takiej sytuacji bank przejmuje zobowiązanie importera wobec eksportera, zabezpieczając się depozytem, który składa w banku importer. Potwierdzeniem operacji jest papier wartościowy, który gwarantuje posiadaczowi wypłacenie określonej kwoty w wyznaczonym czasie. Realizację wypłaty może dokonać dowolny podmiot, więc akcept bankowy może być przedmiotem obrotu na rynku (pierwotny wierzyciel może sprzedać akcept bankowy innej stronie przed upływem terminu wykupu – zazwyczaj po udzieleniu dyskonta).
Akcept bankowy jest jednym z instrumentów rynku pieniężnego.